# 奥尔登斯科耶
奥尔登斯科耶（羅馬化：Ordynskoye）是俄罗斯新西伯利亚州的工人村（市级镇）、奥尔登斯科耶区行政中心，地处新西伯利亚州东南部，位于鄂毕河上新西伯利亚水库沿岸，鄂毕河及其支流奥尔达河（Орда）汇流处，在州府新西伯利亚西南方。
该地2021年人口有9,823人；2010年人口10,256；2002年人口10,448；1989年人口9,505。